# Gatersleben
Gatersleben is een plaats en voormalige gemeente in de Duitse deelstaat Saksen-Anhalt en maakt deel uit van de gemeente Seeland in de Landkreis Salzlandkreis.

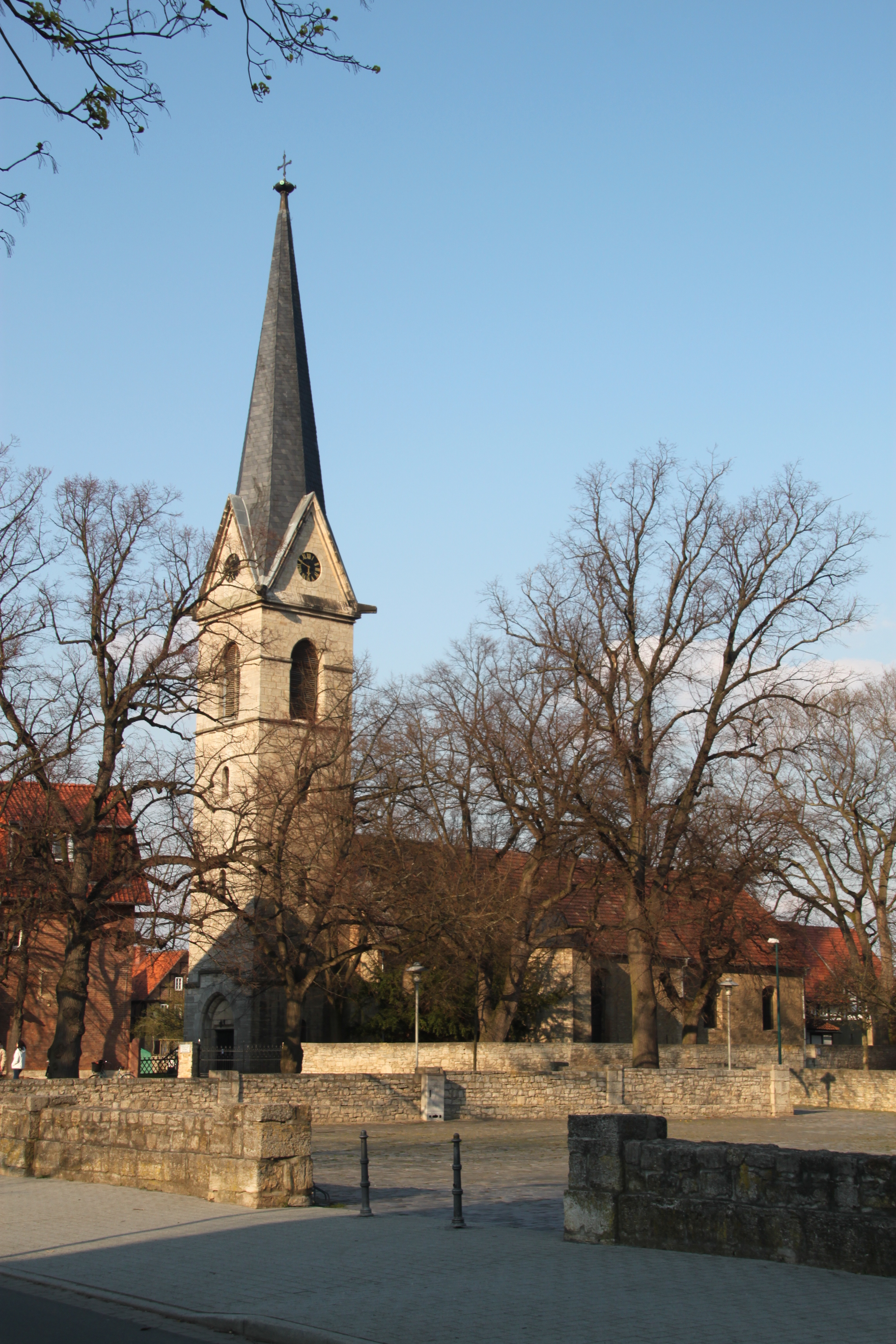

Gatersleben telt 2.292 inwoners.